# Amity United FC
Amity United FC ist ein Fußballverein aus Gurugram, Indien. Derzeit spielt er in der zweiten Liga des Landes, der I-League 2nd Division. Seine Heimspiele trägt der Verein im Devi-Lal-Stadion aus. Gegründet wurde der Verein im Jahre 2005 von Ashok K. Chauhan, der gleichzeitig auch Gründungspräsident der Ritnand Baldev Education Foundation, einer Dachorganisation der Amity-Erziehungsanstalten, ist. Darauf bezieht sich auch der Name des Vereins Amity United. Der Verein ist im lokalen Fußballverband Haryanas und dem Indischen Fußballverband organisiert.